# 510 Marquette Building
El 510 Marquette Building es un edificio de oficinas de gran altura en el centro de la ciudad de Minéapolis, en el estado de Minnesota (Estados Unidos). Fue el primer edificio del Banco de la Reserva Federal de Minneapolis. Fue diseñado por Cass Gilbert, arquitecto del edificio del Capitolio de Minnesota. Está ubicado en 510 Marquette Avenue, en la esquina de Marquette Avenue y 5th Street South en Minneapolis, justo al lado de la estación Nicollet Mall de las líneas de tren ligero METRO Blue y Green, y frente al edificio Soo Line.

## Historia
El edificio fue terminado y abrió sus puertas el 1 de enero de 1925. La estructura original fue construida como un edificio de 4 pisos con sub-sótano para albergar el Banco de la Reserva Federal del Noveno Distrito, que ocupó el edificio durante aproximadamente 50 años. El edificio era inusual porque no había ventanas en las paredes inferiores cercanas a la calle — desde el principio, grandes ladrillos llenaron los espacios donde se esperaban ventanas. Solo en la parte superior se podía mirar desde el edificio. Se agregaron nueve pisos adicionales en 1956 con la finalización de los pisos 5 a 13. La superestructura moderna chocó con las columnas romanas de granito en la fachada del edificio.
Después de que la Fed se mudó a su segundo edificio en 1973, el nuevo propietario, una sociedad de desarrolladores de Nueva York, Peter V. Tishman y Jay Marc Schwamm, cubrió la parte inferior con algo que combinaba mejor con el "sombrero" del rascacielos en cima. El de 0,9 m los pisos inferiores sin ventanas fueron despojados del granito y reemplazados con una fachada de piedra caliza de "jaula de pájaros" (diseñada por el arquitecto de Minneapolis Robert Cerny) y un 287 m² jardín de ficus y charcos de agua (diseñado por la firma de arquitecto del paisaje de San Francisco de Lawrence Halprin). En ese momento, era el jardín más grande totalmente sostenido artificialmente dentro de un edificio de oficinas en los Estados Unidos. Se había inspirado en el edificio de la Fundación Ford en la ciudad de Nueva York, que tiene un jardín más grande, pero también uno que depende en cierta medida de la luz natural exterior. También existía la necesidad de quitar la bóveda interior de cinco pisos con soporte independiente para que el edificio pudiera conectarse con el edificio adyacente F&M Bank, y también formar parte del segundo piso, Minneapolis Skyway System. Después de un desarrollo de tres años, el National City Bank de Minneapolis (ahora parte de M&I Bank) se mudó al edificio como su inquilino principal. Después de la renovación, el edificio recibió el premio del Comité de Medio Ambiente Urbano de Minneapolis por contribuir al máximo al medio ambiente urbano de Minneapolis.
El edificio fue catalogado para la venta en 2011. Era propiedad de Hart Advisers Inc. de Simsbury, Connecticut, que la compró en diciembre de 1998 por 20,6 millones de dólares. En 2011, su inquilino más grande era RBC Wealth Management, que se estaba mudando a la cercana RBC Plaza. Opportunity Advisors de Eden Prairie, Minnesota, había comprado el edificio en mayo de 2012 por alrededor de 5 a 6 millones de dólares, aproximadamente una cuarta parte de su precio de venta de 1998.
En 2013, el edificio 510 Marquette se vendió por 6,69 millones de dólares. En ese momento se informó que tenía 18 466 m². Fue comprado por Marquette Partners LLC, una afiliada de Swervo Development, con sede en Minneapolis. El vendedor fue OP2 Marquette, una afiliada de Opportunity Advisors.